# Kojatice
Kojatice – gmina w Czechach, w powiecie Třebíč, w kraju Wysoczyna. 1 stycznia 2014 liczyła 286 mieszkańców.